# Moulin Rouge!
Moulin Rouge! (Cối xay gió đỏ!; phát âm trong tiếng Anh là: /muːˈlɑːn ˈruːʒ/, tiếng Pháp là: [mulɛ̃ ʁuʒ]), là một bộ phim ca nhạc lãng mạn sản xuất vào năm 2001 bởi đạo diễn Baz Luhrmann. Theo các nguyên tắc Red Curtain Cinema, bộ phim dựa trên truyền thuyết Orphean và vở opera La Traviata của Giuseppe Verdi. Bộ phim kể về câu chuyện của một nhà văn, nhà thơ trẻ tuổi người Anh tên Christian (Ewan McGregor), người đã phải lòng Satine (Nicole Kidman), ngôi sao của Moulin Rouge, diễn viên nhà hát và là gái điếm. Bộ phim có sử dụng âm nhạc của khu phố Montmartre, Paris, Pháp. Bộ phim đã nhận được 8 đề cử Oscar, bao gồm Phim hay nhất, Hình ảnh đẹp nhất, Chỉ đạo nghệ thuật và Thiết kế trang phục. Đây là lần đầu tiên một bộ phim âm nhạc đoạt giả hình ảnh đẹp nhất trong vòng 22 năm. Giới phê bình dành nhiều khen ngợi cho diễn xuất của Nicole Kidman, Ewan McGregor và Jim Broadbent. Bộ phim được quay tại trường quay Fox tại Sydney, Australia.

## Tóm lược truyện
Nhân vật nữ chính là Satine (Nicole Kidman) - một cô kỹ nữ, và nam chính là Christian (Ewan McGregor) - một nhà văn mới vào nghề. Christian được một hội nhạc kịch nghèo bảo trợ, đưa vào Moulin Rouge - một nhà chứa nổi tiếng để tìm cảm hứng viết văn thơ, kịch bản. Satine là kỹ nữ nổi tiếng xinh đẹp và nhiều người ham muốn nhất Moulin Rouge. Do sự sắp đặt của đám nghệ sĩ nghèo, Christian đã vào phòng của Satine để gặp mặt, lấy cảm hứng. Satine thì nhầm tưởng anh là Công tước nên ra sức gợi tình để thỏa mãn dục vọng cho khách. Nhưng Christian rất sợ và chỉ dám làm thơ.
Ngài Công tước đột nhiên xuất hiện, Satine mới biết mình nhầm. Cô đã cố gắng thu hút sự chú ý của Công tước để cho Christian thoát ra. Nhưng cuối cùng không thành. Vậy là họ cùng phải tự dựng lên một màn kịch rồi lợi dụng được công tước đầu tư cho nhóm nhạc kịch Bô-hê-miêng công diễn một vở kịch mới. Ông chủ Moulin Rouge muốn Công tước đầu tư cho nhà hàng thành một nhà hát kịch, nên đã ký hợp đồng với Công tước để Satine làm của riêng của ông ta. Christian sau lần gặp đầu tiên đã yêu Satine. Lúc đầu Satine từ chối, vì cô biết mình chỉ là gái bán hoa, không có tư cách để yêu anh, nhưng vì sự chân thành của Christian nên cô cũng chấp nhận.
Hai người gần gũi nhau trong những lần tập kịch, gắn kết như hình với bóng, tình yêu lãng mạn ngày càng nảy nở.
Khi Công tước nghi ngờ, ông ta bắt mọi người phải thay đổi kết thúc vở kịch giống ý của ông ta. Satine đã phải cố gắng đến thỏa mãn ông ta để được sự đồng ý làm theo ý mình. Nhưng khi đứng trên gác, nhìn thấy Christian, cô đã không thể làm được. Hai người quyết định bỏ trốn.
Lúc này ông chủ của Moulin Rouge mới nói rõ tình trạng của Satine cho cô biết là cô sắp chết. Nếu cô ra đi với Christian, anh sẽ bị Công tước giết chết. Satine đành phải nghe theo lời Công tước, thay đổi kết thúc vở kịch, và làm Christian đau khổ ra đi. Trong buổi công chiếu, Christian quyết tâm đến xác định lần cuối xem Satine có yêu mình thật lòng không. Vì sợ anh bị giết, cô đã xua đuổi anh. Anh vô cùng đau khổ chấp nhận ra đi. Đến cuối buổi diễn, Satine đã quyết định không theo ý công tước, cô nói rõ với Christian là cô yêu anh, chỉ yêu mình anh mà thôi. Công tước điên cuồng định sát hại Christian nhưng không thành, hắn tức tối bỏ đi. Khi tấm màn sân khấu buông xuống, Christian và Satine ở bên nhau nhưng ngay lúc đó cô ngã xuống, trút hơi thở cuối cùng ngay trên tay anh. Christian đã vô cùng đau khổ. Sau đó anh quyết định viết lại chính cuộc tình của mình thành một vở kịch để mọi người cùng biết. "Điều vĩ đại nhất trên đời là yêu và được yêu đáp lại"

## Hậu trường

### Cảm hứng
Khi được hỏi về cảm hứng cho Muolin Rouge, Luhrmann đã nói rằng:
Catherine Martin(nhà thiết kế sản xuất và cũng là vợ Luhrmann) và tôi đã đi đến Ấn Độ để thực hiện bộ phim "giấc mộng giữa đêm hè" (Midsummer Night’s Dream). Chúng tôi đã đi ra ngoài vào buổi tối và bắt gặp 1 poster một bộ phim của Bollywood. Chúng đã đi xem bộ phim đó -2000 khán giả,có cả hài kịch lẫn bi kịch,anh em giết nhau và họ đã xen vào rất nhiều âm nhạc,tất cả lẫn lộn trong 4 giờ Hindi. Chúng tôi đã nghĩ rằng bộ phim thật đáng kinh ngạc. Và 1 câu hỏi chợt hiện ra "tại sao chúng ta không làm một bộ phim dạng này nhỉ?","Một bộ phim âm nhạc"sẽ phải là một bộ phim âm nhạc văn hóa phương Tây và có thể là 1 câu truyện bi thảm?sau đó ý nghĩ đó chuyển hướng tới Moulin Rouge. Tôi đã quyết định làm xong Romeo +Juliet thì sẽ đến một bộ phim âm nhạc.
Sẽ là 1 vở kịch nằm trong một bộ phim "cực kì đặc sắc" dựa theo 1 vở kịch tiếng Phạn cổ "The Little clay Cart". Luhrmann đã tiết lộ rằng không chỉ có ảnh hưởng từ Ân Độ mà còn có bi kịch Hy Lạp là Opheus và Eurydice. Opheus là 1 thiên tài âm nhạc vượt xa bất cứi người nào trong thời đại của ông; các nhà làm phim đã chọn những bài hát khoảng giữa thế kỉ 20 và từ nhiều thập kỉ sau khi bộ phim năm 1898 lên khung. Bằng cách này, Christian sẽ xuất hiện dưới các vai diễn khác nhau: một nhạc sĩ và 1 nhà văn tài năng.

### Sản xuất
Việc sản xuất bộ phim bắt đầu vào tháng 11 năm 1999 và kết thúc vào tháng 5 năm 2000, với ngân sách 52.5 triệu đô la Mĩ. Việc quay phim diễn ra rất suôn sẻ chỉ có 1 vấn đề duy nhất xảy ra là Nicole Kidman bị thương ở xương sườn khi thực hiện 1 bước nhảy khó.Việc sản xuất cũng bị quá so với lịch trình quay, đoàn làm phim phải rời khỏi trường quay Fox ở Sydney để dọn đường cho Star War Episode II: Attack of the Clone(Mcgregor cũng đóng vai chính). Việc này dẫn đến cần thiết phải ghi hình một số cảnh ở Madrid.
Ở dòng chú thích thêm trong bản phim DVD,Luhrmann đã viết rằng: "Toàn bộ phong cách âm nhạc đã giải mã những gì Moulin Rouge từng đem tới cho những khán giả của năm 1899 và đồng thời thể hiện sự hồi hộp và hứng thú theo một cách mà khán giả đương thời có thể bắt nhịp được".Bộ phim cũng chỉnh sửa một số chi tiết mà một số nhà phê bình đã so sánh như 1 video ca nhạc,bao gồm các máy quay chuyển động xoay tròn,nhạc quá lớn,nhảy múa và cắt điên cuồng.Một số ca khúc điển hình như là "Chamma Chamma" từ bộ phim Ấn Độ China Gate, của Queen "The Show Must Go On" (theo thể loại opera),Natural Boy với David Bowie từ bản dịch của Nat King Cole, "Lady Marmalade" bởi Patti LaBelle (Christina Aguilera/P!nk/Mýa/Lil’ Kim, trình bày lại dành riêng cho bộ phim), "Like a Virgin" và "Material Girl" của Madonna, Elton John với "Your Song", "The Sound of Music", "Roxanne" bởi The Police (theo phong cách tango, được sáng tác bởi Mariano Mores), cùng với "Smells Like Teen Spirit" trình bày bởi Nirvana,1 bài hát ít xuất hiện trong phim.Bộ phim đã sử dụng rất nhiều ca khúc nổi tiếng, điều này khiến cho Luhrmann phải mất tới 2 năm để xin phép bản quyền cho tất cả các ca khúc.

## Diễn viên
- Ewan McGregor trong vai Christian
- Nicole Kidman trong vai Satine
- Jim Broadbent trong vai Harold Zidler
- Richard Roxburgh trong vai The Duke of Monroth
- John Leguizamo trong vai Henri de Toulouse-Lautrec
- Jacek Koman trong vai The Narcoleptic Argentinean
- Kylie Minogue trong vai The Green Fairy –
- Garry McDonald trong vai Bác sĩ
- Natalie Mendoza trong vai China Doll
- David Wenham trong vai Audrey
- Caroline O'Connor trong vai Nini Legs-in-the-Air
- Kiruna Stamell trong vai La Petite Princesse

## Phát hành và sự đón nhận
Bộ phim được dự định ra mắt vào mùa giáng sinh năm 2000 như 1 ứng cử viên nặng ký cho giải Oscar,nhưng cuối cùng Hãng 20th Century Fox đã rời ngày ra mắt bộ phim tới mùa xuân năm sau để Luhrmann có thể dành nhiều thời gian hơn cho phần hậu kì.Bộ phim được công chiếu và mở màn cho Liên hoan Phim Cannes 2001 vào ngày khai mạc 9/5. Một số lượng giới hạn được phát hành vào ngày 18 tháng 5/2001 tại Mĩ sau đó, và bộ phim chính thức ra rạp trên toàn nước Mĩ vào ngày 1/7/2001.
Bộ phim thành công ngay lập tức,thu về 185,095 đô la Mĩ chỉ với 2 rạp mở của cuối tuần. Đại diện phòng thu cho biết rằng rất nhiều khán giả đã bất chợt vỗ tay trong lúc đang chiếu phim. Doanh thu tiếp tục tăng lên. Khi bộ phim được mở rộng công chiếu trên 2500 rạp thì con số thu về lên tới 14,2 triệu đô trong tuần đầu tiên phát hành rộng rãi.Cuối cùng bộ phim đã thu về 57 triệu đô tại Mĩ.Bộ phim có một bản ngắn được tái phái hành hành cho sự kiện Oscar, với sự kì vọng của Luhrmann vào đề của Kidman và McGregor.
Bộ phim thậm chí còn thành công ở nhiều nước khác,làm sập phòng vé ở Australia.Và thu hút 1 lượng lớn khán giả ở các nước. Cuối cùng bộ phim thu về được hơn 120 triệu đô ngoài nước Mĩ, tổng số là hơn 177 triệu đô trên toàn thế giới.

## Các giải thưởng và danh tiếng
Bộ phim được giới chuyên môn và khán giả chọn là bộ phim hay nhất năm 2001.
Nó đã nhận được 6 đề cử Quả cầu vàng bao gồm Phim xuất sắc nhất - thể loại âm nhạc hài kịch, Nữ diễn viên xuất sắc nhất (Kidman), Nam diễn viên xuất sắc nhất (McGregor), Nhạc phim hay nhất (Craig Armstrong), Chỉ đạo nghệ thuật xuất sắc (Baz Luhrmann) và Bài hát hay nhất (Come What May). Một vài tuần sau bộ phim giành được 13 đề cử tại giải thưởng BAFTA, khiến nó trở thành bộ phim có nhiều đề của nhất trong năm tại lễ trao giải này. Bộ phim đã mang về 3 giải bao gồm Nam diễn viên phụ xuất sắc nhất cho Jim Broadbent.
Khi các đề cử Oscar được thông báo, bộ phim đã nhận được 8 đề cử bao gồm Nữ diễn viên chính xuất sắc nhất (Nicole Kidman) và Phim hay nhất. Bộ phim không nhận được đề cử Đạo diễn xuất sắc nhất (Luhrmann). Nữ diễn viên Whoopi Goldberg đã bày tỏ về việc này rằng: "Tôi nghĩ rằng Moulin Rouge! đã tự chỉ đạo nó". Bộ phim cũng chiến thắng tại các hạng mục Thiết kế trang Phục đẹp nhất và Chỉ đạo nghệ thuật xuất sắc nhất.
Ca khúc "Come What May" (ca khúc nguyên bản duy nhất trong phim) dù được dự đoán sẽ giành giải Oscar cho Bài hát trong phim hay nhất đã bị loại khỏi đề cử Oscar vì ca khúc này đã được sử dụng trong bộ phim trước đó của Luhrmann là "Romeo + Juliet" và ca khúc này không được viết riêng cho Moulin Rouge!.

### American Film Institutecông nhận
- 2004 AFI's 100 Years... 100 Songs: "Come What May" #85
- 2005 AFI's 100 Years of Musicals #25

### Các giải thưởng giành được
- Golden Globe Award for Best Motion Picture - Musical or Comedy
- Golden Globe Award for Best Actress - Motion Picture Musical or Comedy (Nicole Kidman)
- Golden Globe Award Best Original Score - Motion Picture (Craig Armstrong)
- BAFTA Award for Best Actor in a Supporting Role - (Jim Broadbent)
- Academy Award for Art Direction-Set Decoration (Catherine Martin & Brigitte Broch)
- Academy Award for Costume Design (Catherine Martin & Angus Strathie)
- Producers Guild of America's Award for Best Picture
- National Board of Review's Award for Best Picture

### Các đề cử
- Academy Award for Best Picture
- Academy Award for Best Actress (Nicole Kidman)
- Academy Award for Best Cinematography (Donald McAlpine)
- Academy Award for Film Editing (Jill Bilcock)
- Academy Award for Makeup (Maurizio Silvi & Aldo Signoretti)
- Academy Award for Sound (Andy Nelson, Anna Behlmer, Roger Savage, Guntis Sics)
- Golden Globe Award for Best Director - Motion Picture (Baz Luhrmann)
- Golden Globe Award for Best Actor - Motion Picture Musical or Comedy (Ewan McGregor)
- Golden Globe Award for Best Original Song - Motion Picture (David Baerwald - song "Come What May")
- Best Compilation Soundtrack Album for a Motion Picture, Television or Other Visual Media

## Nhạc phim
-(Âm nhạc từ phim của Baz Luhrmann)
Các ca khúc được thể hiện trong phim:
- "Nature Boy" – Toulouse
- "The Sound of Music/Children of the Revolution" – Christian, The Bohemians, and the Green Fairy
- "Zidler's Rap (The Can-Can)" – Zidler, Moulin Rouge Dancers, và Patrons
- "Sparkling Diamonds" – Satine và Moulin Rouge Dancers
- "Rhythm of the Night" – Veleria
- "Your Song" – Christian
- "The Pitch (Spectacular Spectacular)" – Zidler, Christian, Satine, The Duke, và Bohemians
- "One Day I'll Fly Away" – Satine
- "Elephant Love Medley" – Christian và Satine
- "Gorecki" – Satine
- "Like a Virgin" – Zidler, The Duke, và Chorus Boys
- "Come What May" – Christian, Satine, và Cast of Spectacular Spectacular
- "El Tango de Roxanne" – The Argentine, Christian, Satine, và Moulin Rouge Dancers
- "Fool to Believe" – Satine và Zidler
- "The Show Must Go On" – Zidler, Satine, và Moulin Rouge Stagehands
- "Hindi Sad Diamonds" – Cast of Spectacular Spectacular
- "Come What May (Reprise)" – Satine và Christian
- "Coup D’état (Finale)" – Cast of Spectacular Spectacular
- "Nature Boy (Reprise)" – Toulouse

Sau đây là một phần các ca khúc xuất hiện trong phim cùng với các nghệ sĩ đã thể hiện chúng.
- "Nature Boy" - Nat King Cole
- "The Sound of Music" - Mary Martin (and later by Julie Andrews) (từ Rodgers & Hammerstein
- "The Lonely Goatherd" – cũng từ The Sound of Music (nghe như bản nhạc cụ)
- "Lady Marmalade" - Labelle, thể hiện lại cho bộ phim, bởi Christina Aguilera, Lil' Kim, Mýa, Missy Elliott và Pink)
- "Because We Can" - Fatboy Slim
- "Complainte de la Butte" - Georges Van Parys, Jean Renoir
- "Rhythm of the Night" - DeBarge
- "Material Girl" - Madonna
- "Smells Like Teen Spirit" - Nirvana
- "Diamonds Are a Girl's Best Friend" - Carol Channing (sau đó và bởiMarilyn Monroe)
- "Diamond Dogs" - David Bowie
- "Galop Infernal (Can-can)" - Jacques Offenbach (điều chỉnh Spectacular, Spectacular)
- "One Day I'll Fly Away" - The Crusaders, sau đó Randy Crawford những người khác
- "Children of the Revolution" - T.Rex (thể hiện lại Bono, Gavin Friday, Violent Femmes, và Maurice Seezer)
- "Gorecki" - Lamb
- "Come What May" - Ewan McGregor và Nicole Kidman (được viết bởi David Baerwald)
- "Roxanne" - The Police (Title in film: "El Tango de Roxanne"; music by Mariano Mores)
- "Tanguera" - Mariano Mores
- "The Show Must Go On" - Queen
- "Like a Virgin" - Madonna
- "Your Song" - Elton John

Elephant Love Medley:
- "Love is Like Oxygen" - Sweet
- "Love is a Many-Splendored Thing" - The Four Aces
- "Up Where We Belong" - Joe Cocker và Jennifer Warnes
- "All You Need Is Love" - The Beatles
- "Lover's Game" - Chris Isaak
- "I Was Made for Lovin' You" - Kiss
- "One More Night" - Phil Collins
- "Pride (In the Name of Love)" - U2
- "Don't Leave Me This Way" - Harold Melvin & the Blue Notes (sau đó Thelma Houston, The Communards, cùng những người khác)
- "Silly Love Songs" - Paul McCartney và Wings
- (Lặp đi lặp lại) "Up Where We Belong"
- "Heroes" - David Bowie
- "I Will Always Love You" - Dolly Parton (and later bởi Whitney Houston)
- "Your Song" - Elton John

Hai album nhạc phim đã được phát hành, album 1 với single Lady Marmalade với sự trình diễn của Christina Aguilera, Lil’Kim,Mýa và Pink gặt hái được thành công vang dội, Moulin Rouge! Âm nhạc từ bộ phim của Luhrmann(Moulin Rouge Music from Luhrmann’s Film), được ra mắt vào tháng 5 năm 2001và tiếp đó là Moulin Rouge! Âm nhạc từ bộ phim của Luhrmann,Vol 2